# Marquis
Pour les articles homonymes, voir Marquis (homonymie).
 (avril 2015).
Si vous disposez d'ouvrages ou d'articles de référence ou si vous connaissez des sites web de qualité traitant du thème abordé ici, merci de compléter l'article en donnant les références utiles à sa vérifiabilité et en les liant à la section « Notes et références ».

Représentation héraldique de la couronne marquisale.

Marquis est un titre de noblesse européen dont l'importance a varié au cours de l'histoire.
À l'origine (époque carolingienne), le marquis est avant tout un comte, mais le fief terrien qu'il administre, le marquisat, est proche d'une frontière avec un autre État (comme les marquisats de Saluces et de Montferrat, à la frontière italienne). Ainsi, afin de parer à toute invasion, le marquis (en allemand : Markgraf, d'où en français « margrave » et « margraviat ») est doté de pouvoirs militaires qui lui permettent de lever lui-même une armée, sans attendre l'ordre du souverain. Il peut de ce fait réagir rapidement lorsque la frontière de son comté ou marquisat se trouve menacée.

## Historique

### Époque carolingienne et Moyen Âge
À l'époque carolingienne et pendant le haut Moyen Âge, le titre de marquis correspond à un commandement militaire sur une région frontalière (dite « marche » ou « marquisat »). Le marquis — « marchensis » en bas latin, « Markgraf » en ancien allemand, de « Mark », la frontière, et « Graf », le comte, francisé en « Margrave » — est un comte doté de pouvoirs militaires lui permettant de lever le contingent de l’armée sans en avoir reçu l’ordre du souverain. Cette extension de l’autorité comtale se justifie par le fait qu’il s’agit d’un comté situé à la frontière du royaume et donc particulièrement exposé, et qu’en cas d’invasion, une réaction militaire rapide doit être possible. C’est également cette autorité accrue qui permettra au marquis de prétendre avoir un rang hiérarchique supérieur à celui de comte, mais inférieur à celui de duc, puisque celui-ci exerce, au nom du souverain, une autorité militaire et judiciaire sur plusieurs comtés.
On peut ainsi signaler pour la France :
- la Marche de Bretagne, comprenant les comtés de Rennes, de Nantes et de Vannes qui eut entre autres titulaires Roland, le héros de la bataille de Roncevaux ;
- le Marquisat de Gothie face à l’Espagne musulmane ;
- le marquisat de Provence ;
- le marquisat de Neustrie face aux Bretons et aux Normands.
- la Bourgogne eut aussi son marquisat, réunissant les comtés d'Autun, et d'Auxerre avec la vicomté d'Avallon en faveur de Raoul, fils du duc de Bourgogne ; son frère Hugues fut marquis de Provence..

Ces « marches » disparaissent aux Xe et XIe siècles.
Dans son Histoire de la Marche, Joullietton mentionne des marquis d’un rang qui paraît inférieur : « En 780, Charlemagne… après avoir pourvu à la sureté de toute l’Aquitaine, et avoir établi sur toutes les frontières des marquis, Marchiones (c’est le nom qu’on donnait alors aux commandans des milices qui veillaient à la garde des marches ou frontières)… », ce que l’on perçoit aussi dans l’Encyclopédie (« On a aussi nommé marchiones, des soldats employés sur la frontiere, & avec le tems ce mot a été affecté aux nobles, qui après avoir eu un gouvernement sur la frontiere qui leur donnoit ce titre, l’ont rendu héréditaire, & ont transmis à leurs enfans mâles ce gouvernement avec le titre »).

### Ancien Régime
Ce n'est qu'au début du XVIe siècle que « marquis » devient un titre de noblesse français associé à un fief d'une certaine importance et octroyé par des lettres patentes du roi. Le premier d'entre eux fut, en février 1506, le marquisat de Trans en Provence, décerné par Louis XII à Louis de Villeneuve. Ils ne jouent plus, sauf rares exceptions, aucun rôle de défense, mais ils sont d'abord attribués de préférence à des militaires ayant l'aspérience des armes, puis ils se généralisèrent à toute la société, et même, au XVIIIe siècle, à des fermiers généraux ou de simples financiers. 
Sous l'Ancien Régime, il existe dès la fin du XVIe siècle une hiérarchie formelle entre les titres nobiliaires, celui de marquis (réunissant -en principe- au moins cinq paroisses ou clochers, et 10 000 livres de rente) se plaçant entre celui de duc (au moins douze entités) et celui de comte (trois entités et 6 000 livres). Mais dans les faits, le propriétaire d'une grande baronnie d'origine féodale, ayant juridiction sur un grand nombre de fiefs, est plus puissant et plus considéré qu'un petit marquis de fraîche date. De même, l'ancienneté de la famille constitue, encore de nos jours, le véritable critère de distinction au sein de la noblesse.
Le titre de marquis a pu, exceptionnellement, être conféré à des femmes. C'étaient, soit des princesses, soit des héritières d'un titre tombé en déshérence masculine, soit encore des favorites. Henri IV, Louis XIV et Louis XV notamment, eurent pour habitude de distinguer leurs maîtresses en leur décernant le titre de marquise, comme la marquise de Montespan, la marquise de Maintenon ainsi que la marquise de Pompadour. Vivant à Versailles, les marquises étaient les dames de cour par excellence, et jouirent d'une grande influence. D'autres ont porté le titre de leur mari. On peut citer, parmi les plus célèbres, celles qui ont tenu salon et sont reconnues dans les lettres (Julie d'Angennes, la marquise de Sévigné) ou même les sciences (la marquise du Châtelet).

### Époque contemporaine
Au début du XIXe siècle, Napoléon Ier, lorsqu'il institue la noblesse d'Empire, ne crée pas de marquis ni de vicomte, considérés comme représentant les abus et la licence du siècle précédent. Sous la Restauration, la noblesse et les titres sont rétablis (Charte de 1814), mais sans leur assise terrienne ni aucun privilège. Le titre de marquis redevient très prisé, car il est un gage de « vraie noblesse » (issue de l'Ancien Régime), par rapport à celle d'Empire, considérée comme moins légitime. 